# Autel de la Providence
L'Autel de la Providence (latin : Ara Providentiæ Augustæ) est un autel situé à Rome et dédié à la personnification de la Providence, l'incarnation du soin que l'empereur porte à la gestion de l'Empire romain.

## Localisation
L'autel était situé sur le Champ de Mars, le long de la Via Lata, en face de l'autel de la Paix.

## Histoire
Cet autel est mentionné dans les acta Arvalium de 38 ap. J.-C. et sur des pièces de monnaie frappées entre les règnes de Néron et Vitellius. Il semble avoir été érigé à la même époque l'autel de la Paix, situé à proximité, et que l`Ara Numen Augusti. Chacun de ces autels commémorent un évènement important de la vie de la famille impériale et l'autel de la Providence aurait été construit à l'occasion de l'adoption de Tibère par Auguste, peu après 4 ap. J.-C.

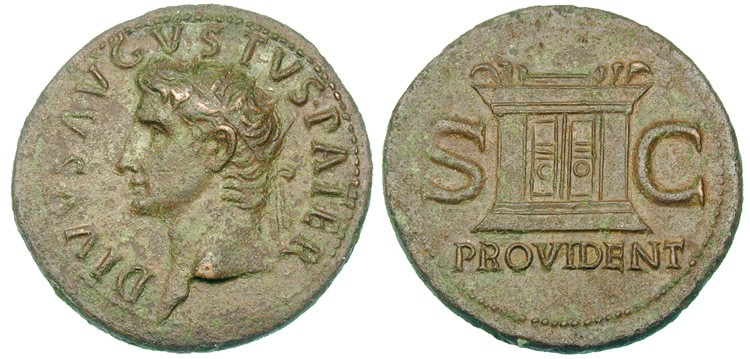
Pièce frappée sous Tibère vers 22/30.
A l'avers, le profil d'Auguste divinisé avec la mention DIVVS•AVGVSTVS•PATER.
Au revers, la représentation de l'autel de la Providence (S C PROVIDENT).